# Synchiropus goodenbeani
Synchiropus goodenbeani là một loài cá biển thuộc chi Cá đàn lia gai (Synchiropus) trong họ Cá đàn lia. Loài này được mô tả lần đầu tiên vào năm 1999.

## Phân bố và môi trường sống
S. goodenbeani có phạm vi phân bố ở Tây Bắc Đại Tây Dương. Loài cá này được tìm thấy từ bãi Georges ngoài khơi New England, dọc theo bờ biển đông nam Hoa Kỳ, vòng qua eo biển Florida và Florida Keys, dọc theo đường bờ biển phía bắc vịnh Mexico đến vùng ranh giới Hoa Kỳ - Mexico; sau này được ghi nhận ở ngoài khơi bán đảo Yucatan (Mexico). S. goodenbeani sống ở độ sâu khoảng từ 47 đến 396 m, nhưng phổ biến trong khoảng 100 – 200 m.

## Mô tả
Mẫu vật lớn nhất của S. goodenbeani có chiều dài cơ thể được ghi nhận là 18,4 cm, thuộc về cá thể đực; cá cái có chiều dài tối đa được ghi nhận là 15,7 cm.